# Anagumang

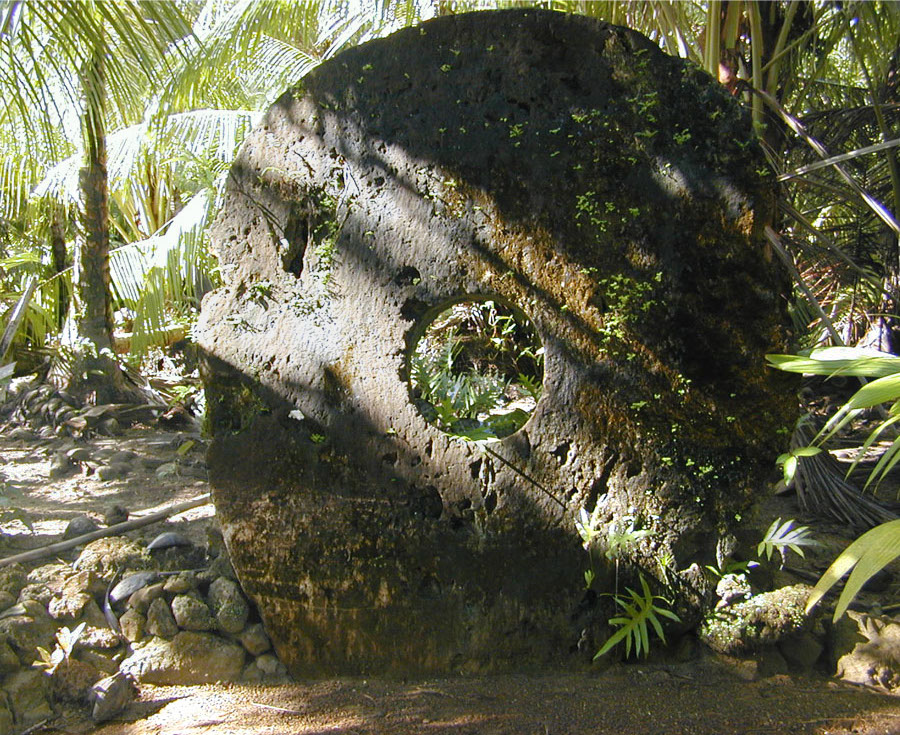
Een grote Rai-steen op Yap.

Anagumang was een (waarschijnlijk legendarische) Yapeze zeevaarder die vijf- of zeshonderd jaar geleden leiding gaf aan een expeditie vlotten en kano's. Tijdens zijn expeditie ontdekte hij de Palau-eilanden, waar hij en zijn mannen voor het eerst kalksteen zagen. Kalksteen bestond niet op Yap. De Palause inboorlingen ruilden het kalksteen voor kokosvlees, kralen en kopra, alsmede het verlenen van diensten. Anagumang en zijn mannen vervoerden het kalksteen als raistenen. Na deze expeditie dolven de Yapezen meer stenen als meer geld nodig was.

## Bron
1. ↑  "Metuker ra Bisech - Yapese Quarried Stone Money Site", AiraiState.com.